# Huda Naamani
Pour les articles homonymes, voir Naamani.
Houda Naamani (en arabe : هدى نعمانىِ), née le 2 juin 1930 à Damas et morte le 31 octobre 2020, est une écrivaine féministe, poétesse, éditrice et artiste libanaise.
Son œuvre poétique accorde une valeur particulière à la féminité et à la citoyenneté. Houda Naamani est également célèbre pour ses contributions à la poésie qui traitent de la guerre du Liban.

## Biographie
Houda Naamani, née le 2 juin 1930 à Damas,, s'installe ensuite à Beyrouth. Ayant perdu son père à l'âge de huit ans, elle est élevée par la famille de sa mère. 
Sa formation commence dans des écoles françaises appelées respectivement le lycée Français et l'école de la Franciscaine. Naamani qui a étudié à Tahdjiz, une institution syrienne de l'apprentissage, obtient son Baccalauréat à l'issue de ses études. Elle choisit d'étudier la loi et s'inscrit à la faculté de droit à l'Université syrienne. Elle épouse plus tard, Abdel Kader Naamani qui devient le doyen de l'Université américaine du Caire. Là, elle s'inscrit à l'école de l'orientale. Elle a deux fils avec Abdel Kader Naamani alors qu'elle étudie en Égypte et retourne à Beyrouth en 1968.
Huda Naamani est influencée par l'islam soufi qui lui permet d'en apprendre davantage sur le mysticisme et d'exprimer ses idées à travers la poésie.

## Singularité de son œuvre littéraire
Huda Naamani écrivant sur les luttes des femmes dans le monde arabe puise son inspiration dans son expérience vécue de la guerre du Liban, entre 1975 à 1990. Son travail se concentre généralement sur l'expression de la révolte et de la force des femmes condrontées aux hommes pendant la guerre. Elle évoque le défi que constitue pour les femmes le fait de s'opposer à la société patriarcale. Ses œuvres poétiques comprennent Adkuru Kuntu Nuqtah da'ira (Je me souviens j'étais un point, j'étais un cercle, 1978) ainsi que Autres et Moi(Je) dans lequel elle s'exprime sur la paix, l'amour, l'unité de la région et les femmes de sa région. Dans son recueil Acrobatie sur la neige, Naamani aborde, en outre, l'inégalité entre les hommes et les femmes dans la société ainsi que les tentatives des femmes de briser une telle barrière par leurs propres moyens,.
Une des œuvres les plus célèbres de Naamani, est Rim of the Lock (Boitier de la serrure) dans laquelle elle explore la singularité de la société libanaise durant la guerre du Liban. Elle y décrit la douleur, la violence et les atrocités qui ont eu lieu pendant cette période chaotique, tout en suggérant qu'il existe des solutions concrètes pour atteindre la tranquillité dans le pays. Elle y lance un appel pathétique, explore les ressources spirituelles, et exprime sa tristesse, mais aussi son espoir pour l'avenir.
Dans D'Autres voix de la guerre : Les Femmes écrivent sur la Guerre civile libanaise, elle y est décrite par l'écrivaine, Miriam Cooke (en), comme étant « généreuse et courageuse » avec d'autres femmes libanaises écrivains identifiées comme « la Beirut Decentrist ».

## Œuvre
Certaines de ses œuvres sont publiées en arabe :
- À Toi (1970).
- Mes doigts.... non (1971).
- Vision sur un trône (1989).
- Huda je suis ton maître (1991).
- Kitab al wajd wal tawajod / Le Livre De l'être Et De La Présence (1998).
- lak 'alf fumm ayha alrraei 'alf yd /Tu as guidé de nombreuses lèvres, de nombreuses mains (2001).

Ses œuvres ont été traduites en français par Clara Murner et Roula Naboulsi, en ourdou par Zouhair Ashref Gamal et le professeur Qaisrah M. Alwi. Le professeur Christian Lochon et Miriam Cooke ont également fait une anthologie des œuvres de Naamani, intitulée Ouvrir les portes : une anthologie de l'écriture féministe arabe.
Deux de ses œuvres ont été traduites en anglais :
- Rim of the Lock (Boitier de la serrure)
- Tumbling on the snow (Acrobatie sur la neige).